# Daya Nueva (kommunhuvudort)
Daya Nueva är en kommunhuvudort i Spanien.   Den ligger i provinsen Provincia de Alicante och regionen Valencia, i den sydöstra delen av landet, 400 km sydost om huvudstaden Madrid. Daya Nueva ligger 10 meter över havet och antalet invånare är 1 490.
Terrängen runt Daya Nueva är platt, och sluttar norrut. Runt Daya Nueva är det tätbefolkat, med 343 invånare per kvadratkilometer. Närmaste större samhälle är Elche, 17,3 km norr om Daya Nueva. Trakten runt Daya Nueva består till största delen av jordbruksmark.